# Brandenkopf
El Brandenkopf (935 m s. n. m.) es uno de los montes más altos en la Selva Negra Central. Desde la torre de una altura de 33 m se tiene una buena vista sobre los valles del Harmersbach, Kinzig y Gutach.  La torre fue construida en 1929.
Localidades en los alrededores son: Oberharmersbach, Zell am Harmersbach, Steinach, Haslach, Fischerbach, Hausach y Oberwolfach.

## Enlaces
- Wikimedia Commons alberga una categoría multimedia sobre Brandenkopf.

- Datos: Q885310
- Multimedia: Brandenkopf / Q885310